# Saint-Julien-de-Raz
Saint-Julien-de-Raz foi uma comuna francesa na região administrativa de Auvérnia-Ródano-Alpes, no departamento de Isère. Estendia-se por uma área de 10,81 km². Em 2010 a comuna tinha 1 015 habitantes (densidade: 93,9 hab./km²).
Em 1 de janeiro de 2017, passou a formar parte da nova comuna de La Sure en Chartreuse.